# Alkohol winylowy
Alkohol winylowy (etenol) – organiczny związek chemiczny z grupy enoli. Jest izomerem tlenku etylenu oraz aldehydu octowego, z którym pozostaje w równowadze tautomerycznej silnie przesuniętej w stronę aldehydu:
Z tego względu poli(alkohol winylowy) nie jest otrzymywany z odpowiadającego mu monomeru, ale poprzez polimeryzację octanu winylu i hydrolizę wiązań estrowych.

## Występowanie naturalne
W roku 2001 dwaj astronomowie A. J. Apponi i Barry Turner za pomocą 12-metrowego radioteleskopu organizacji National Science Foundation w Narodowym Obserwatorium Kitt Peak odkryli alkohol winylowy w obłoku molekularnym Sagittarius B.